# André Halley des Fontaines
André Halley des Fontaines, né le 26 juillet 1910 à Tremblay-lès-Gonesse (Seine-et-Oise) et mort le 2 décembre 1960 à Garches (Seine-et-Oise), est un producteur de cinéma français. Il est, de 1946 à 1960, le premier président-directeur général de la société UGC.

## Biographie
Riche héritier d'une famille de maîtres de forges, André Halley des Fontaines débute comme ingénieur dans la métallurgie. Il entre dans le cinéma en 1935 à la demande de son ami d'enfance Jacques Becker, qui souhaite financer son premier film. Des Fontaines s'associe avec la filiale française de Warner Bros. pour créer les Films Obéron, visant à produire des moyens métrages de premières parties. La société produit Le commissaire est bon enfant, le gendarme est sans pitié et Tête de turc de Jacques Becker et Pierre Prévert, puis Le Crime de monsieur Lange de Jean Renoir.
Fait prisonnier durant la Seconde Guerre mondiale en 1939, il est libéré en 1941. De retour à la vie civile, André Halley des Fontaines fonde une nouvelle société de production, Essor Cinématographique Français, qui produit Dernier Atout et Falbalas de Jacques Becker.
En 1946, il est nommé président-directeur général de l'Union Générale Cinématographique (UGC) qui rassemble les différentes sociétés cinématographiques allemandes mises sous séquestre à la Libération. Dès l'année suivante, il impulse un ambitieux programme de production avec Monsieur Vincent de Maurice Cloche, Allemagne année zéro de Roberto Rossellini ou encore Journal d'un curé de campagne de Robert Bresson. Réorganisant les différentes sociétés, il fonde notamment la Compagnie française de distribution cinématographique (CFDC) avec les Films Sirius en 1958.
André Halley des Fontaines décède brusquement le 2 décembre 1960 à l'âge de 50 ans. Ses obsèques ont lieu le 6 décembre 1960 à l'église Saint-François-de-Sales de Paris en présence de nombreuses personnalités de l'industrie cinématographique.

## Filmographie
- 1935 : Le commissaire est bon enfant, le gendarme est sans pitié de Jacques Becker et Pierre Prévert
- 1935 : Tête de turc de Jacques Becker
- 1935 : Le Crime de monsieur Lange de Jean Renoir
- 1942 : Dernier Atout de Jacques Becker
- 1945 : Falbalas de Jacques Becker
- 1947 : Fausse identité de André Chotin
- 1947 : Fort de la solitude de Robert Vernay
- 1947 : Le Destin exécrable de Guillemette Babin de Guillaume Radot
- 1948 : La Vie en rose de Jean Faurez
- 1948 : Si jeunesse savait d'André Cerf
- 1948 : L'Ombre d'André Berthomieu
- 1948 : Allemagne année zéro de Roberto Rossellini
- 1949 : Paysans noirs de Georges Régnier
- 1949 : La Louve de Guillaume Radot
- 1949 : La Patronne de Robert Dhéry
- 1950 : Ce siècle a cinquante ans de Denise Tual, Roland Tual et Werner Malbran
- 1950 : Trois Télégrammes d'Henri Decoin
- 1950 : L'Homme de la Jamaïque de Maurice de Canonge
- 1950 : Journal d'un curé de campagne de Robert Bresson
- 1951 : Édouard et Caroline de Jacques Becker
- 1951 : Monsieur Fabre d'Henri Diamant-Berger
- 1952 : La Vérité sur Bébé Donge de Henri Decoin
- 1952 : Le Gantelet vert de Rudolph Maté
- 1952 : Nous sommes tous des assassins d'André Cayatte
- 1952 : La Demoiselle et son revenant de Marc Allégret
- 1953 : Alger - Le Cap de Serge de Poligny
- 1954 : L'Étrange Désir de monsieur Bard de Géza von Radványi
- 1955 : Chéri-Bibi de Marcello Pagliero
- 1955 : Un missionnaire de Maurice Cloche
- 1957 : SOS Noronha de Georges Rouquier
- 1957 : Œil pour œil d'André Cayatte
- 1958 : Les Femmes sont marrantes d'André Hunebelle
- 1959 : Arrêtez le massacre d'André Hunebelle